# オールナイトニッポンX
『オールナイトニッポンX』（オールナイトニッポンクロス）は、ニッポン放送にて2021年3月30日（29日深夜）から放送されている「オールナイトニッポン」ブランドの生ワイド番組枠。略称は「ANNX」。

## 概要
これまでニッポン放送では、火曜日から金曜日の0時（月曜日から木曜日の24時）の放送枠にて、2010年1月5日（4日深夜）から2021年3月26日（25日深夜）までツイッター連動のワイド番組『ミューコミプラス』を、そして土曜日の0時（金曜日の24時）の放送枠にて、2019年4月5日から2021年3月27日（26日深夜）まで『三代目 J SOUL BROTHERS 山下健二郎のZERO BASE』を放送してきた（2021年4月改編をもって、放送枠が日曜21時40分から22時に移動）が、2021年3月30日（29日深夜）からこの放送枠を一括して、オールナイトニッポンブランドの生ワイド番組の放送枠に刷新した。
本ブランドのタイトルの由来は「アナログ要素であるラジオとデジタル要素である「SNS」「動画」「スマホ」「WEBニュース」などを掛け合わせ、新しいコンテンツを創造、強烈に世の中に発信していくイメージから」だという。これについて、ニッポン放送社長の檜原麻希は「「オールナイトニッポンX」という名称がパーソナリティとリスナー、またパーソナリティ同士、リスナー同士、そしてニッポン放送とsmash.が“クロス”するという、この枠ならではのラジオの形を表現している」と説明している。
なお、オールナイトニッポンの新ブランドが誕生するのは2013年に『オールナイトニッポン月イチ』（当時のパーソナリティは中島みゆき。）が誕生して以来、8年ぶりである。
本ブランドの放送開始に際して、2021年3月29日から4月4日まで1週間にわたり、同局本社の最寄り駅であるJR有楽町駅と東京メトロ日比谷線・東京メトロ千代田線・都営地下鉄三田線の日比谷駅の歩行者通路において、パーソナリティを務める4組が「X（クロス）に仕切られてデザイン」された大型ポスターがそれぞれ掲出された。
番組が開始した2021年3月30日から4月3日（3月29日 - 4月2日）のradikoリスナーの数の前の週（3月22日 - 26日）との比較では、ライブ（生放送）とタイムフリーの合計で4.4倍（441.9%）に増加し、また、ライブでは173.1%、タイムフリーでは12.3倍（1232.5%）にそれぞれ増加した。これを受けて、その直後に放送されている『ANN』『ANN0』のライブの延べradikoリスナーの数は、全ての局で1位を獲得している。
2022年の春改編により、各曜日のパーソナリティを一新。各出演者は、同年3月16日に行われたパーソナリティ発表会見にて発表された。なお、同年3月までは金曜日が週替わりパーソナリティ制となっていたが、4月からは木曜日に変更されている。
2024年の春改編により、放送枠が火曜から金曜の未明（月曜から木曜の深夜）に整理され、それに伴って、週替わり枠が廃止された。同時に、土曜未明（金曜深夜）の放送枠には『なにわ男子の初心ラジ!』が編成された。
2025年の春改編により、土曜未明（金曜深夜）の放送枠に編成されていた『なにわ男子の初心ラジ!』が別枠へ移動したため、1年ぶりに土曜未明（金曜深夜）の放送が復活し、それと同時に週替わり枠も復活した。

### 番組開始の経緯
このブランドの概要は2021年3月16日に行われた記者会見で明らかとなり、前述したように、同局の火曜から土曜の0時台の放送枠を一括で改編して、ティーン層が主な対象となっている『オールナイトニッポン』『オールナイトニッポン0(ZERO)』に続く、いわば「第3のオールナイトニッポン」としてブランドを立ち上げ、深夜の時間帯の強化を行う。ニッポン放送社長の檜原麻希は「新しいオールナイトニッポンのブランドを作ります。コロナ禍でラジオに接触してくれる若年層が増えたことで、新しい時代の若年層向けの番組を作りたいと思い至りました」と説明している。さらに、「本当に今の若い人にとってもANN（オールナイトニッポン）は友達なんだなと思って、50年以上やっているANNで、新ブランドを生んだことで、smash.さんと連携して、時代に合わせてANNXをお届けしたい。」とも述べている。
また、本ブランドはラジオとradikoという従来ある2つのメディアに加えて、smash.と完全に連動して生放送のスタジオの模様を配信し、その動画をアーカイブでリスナーがいつでも楽しめることになっている（2023年9月でsmash.による映像生配信は終了している）。これについて、SHOWROOM社長の前田裕二は「映像のクロスは、実はあったようでなかった試みなのではないかなと思っています。」としたうえで、「ラジオといえば耳だけで聴くというある種の制約が想像力を掻き立てるが、親しみやすさを感じる映像をセットでお届けすることで、自分だけに語りかけてくれているような感覚をより加速させ、スマホ時代に即した形で『オールナイトニッポン』を進化させていけたら」と、意気込みを見せた。
後に、オールナイトニッポンのプロデューサーの冨山雄一はインタビューの中で、「radikoの普及もあって、スマホの中のさまざまなコンテンツや24時台のテレビ番組がラジオのライバルという意識があります」とした上で、「今までのメディア環境からここ数年は、SNSの普及や動画コンテンツの拡充など、ラジオを取り巻く環境も大きく変わりました。そうした中、『ANN』と『ANN0』はこの数年、いろいろトライをしていきながら、本当に強力なラインナップで放送をお届け出来ていると思っています。ただ、盤石すぎるがゆえに、『ANN』のアイデンティティである、世の中がまだ知らないしゃべりに魅力がある人を発掘するというチャレンジがしにくくなっていたのも事実です。今のパーソナリティ（2021年4月時点）の中でも、Creepy Nutsのお2人や佐久間宣行さん、ファーストサマーウイカさんなどANN0をきっかけにその魅力に気づいて頂いた方も多いかもしれません。『ANN』『ANN0』の11番組が（2019年度から2020年度までの）この2年は、ほぼ不動の状態になりつつあったので、『ANN0をもうひとつ作りたい』というのが出発点でした」と述べた。
本ブランドが生まれるきっかけとなったのが、2019年11月に行われた『ニッポン放送×SHOWROOMコラボ放送局』という企画で、「24時間SHOWROOMで生配信を行いながら、ラジオも随時絡んで行って1冊の本を作るという企画でした。その時にラジオもネット生配信も、けっこうボーダレスだなという感覚になって、動画のプラットフォームと全面的に組んでやってみたいなという想いになりました。ミクチャの動画配信を行っている『ANN0』がベースとして固まっていたので、新しい枠でトライしたいということで、今回の形になりました」と冨山は話す。
また、パーソナリティのラインナップについて冨山は「スマホの中でどうやって『radiko』や『smash.』をクリックしてもらうかを考えた時に動画として一瞬見ただけでも引き付ける魅力も必要ですが、ラジオとして音声としてどれだけ面白いものができるのかも、もちろん大切です。そういった両軸を成立させられるという基準で選んでいったところ、YOASOBIさん、フワちゃん、ぺこぱさんは、僕らが求めているラジオ的な面白さっていうところと映像的な訴求を両方満たして下さると感じました。グローバルに活動する7人組ボーイグループのENHYPENさんはラジオのスキル面では未知数ですが、ティーンの方々に絶大な人気があり、今までのニッポン放送もラジオも知らないという方々に聴いていただける機会にもなりますし、動画としての爆発力に期待しての起用となりました」と述べている。
さらに、冨山は番組タイトルについて「「オールナイトニッポン」ブランドに頼りすぎだという声はもちろんあるんですが、55年目になる「オールナイトニッポン」は“深夜にビタースウィート・サンバが流れてパーソナリティがトークする”という音声コンテンツのアイコンになっています。なので、別タイトルも考えたのですが、やっぱり「オールナイトニッポン」をつけたものになりました。」とも述べている。

## 放送時間
- 火曜 - 金曜（月曜 - 木曜深夜）：0:00 - 0:58
- 土曜（金曜深夜）：0:00 - 1:00

## ネット局
| 放送対象地域 | 放送局名           | 放送時間                     | 放送時間                     | 放送開始        | 備考              |
| 放送対象地域 | 放送局名           | 月曜 - 木曜（火曜 - 金曜）   | 金曜（土曜）                 | 放送開始        | 備考              |
| ------------ | ------------------ | ---------------------------- | ---------------------------- | --------------- | ----------------- |
| 関東広域圏   | ニッポン放送（LF） | 24:00 - 24:58（0:00 - 0:58） | 24:00 - 25:00（0:00 - 1:00） | 2021年3月29日 - | 製作局            |
| 北海道       | STVラジオ          | 24:00 - 24:58（0:00 - 0:58） | -                            | 2021年3月29日 - | [ 注 5 ] [ 注 6 ] |

## 配信
2021年の放送開始から2年以上にわたってsmash.（SHOWROOMが展開するスマートフォン向けバーティカルシアターアプリケーション）による番組の映像生配信とアーカイブ配信が行われていた。2023年9月25日の週をもって、smash.での生配信とアーカイブの更新を終了した。ただし、smash.でのアーカイブに関しては、引き続き視聴することができる。
2023年10月3日（2日深夜）からはオールナイトニッポンXの公式X（旧Twitter）のスペースによる音声のトライアル配信された。また同月からはオールナイトニッポンJAMで、本編アーカイブおよびアフタートークの配信が開始され、2024年4月2日（1日深夜）からは無料の音声生配信も開始した。
2024年4月現在、オールナイトニッポンXは以下のアプリで配信されている。太字のアプリでは生配信を行っている。
| サービス名                                         | 配信期間                      | 備考                                                  |
| -------------------------------------------------- | ----------------------------- | ----------------------------------------------------- |
| Radiko                                             | 2021年3月30日 -               |                                                       |
| smash.                                             | 2021年3月30日 -               | 映像付き生配信を行っていた 現在はアーカイブ配信のみ   |
| Spotify                                            | 2021年4月 -                   | ぺこぱとフワちゃんのみ配信                            |
| オールナイトニッポンJAM                            | 2023年10月4日 -               | 音声生配信は無料 アーカイブとアフタートークは有料配信 |
| オールナイトニッポンXの公式X(@ANN_Xross)のスペース | 2023年10月2日 - 2024年3月30日 | トライアル生配信                                      |

## レギュラーパーソナリティ

### 現在のパーソナリティ
曜日は番組上で使われる表現で、日付は暦日（その翌日）で記載。
| 曜日                 | 放送開始日    | パーソナリティ       | タイトル                                      |
| -------------------- | ------------- | -------------------- | --------------------------------------------- |
| 月曜日               | 2025年7月8日  | FRUITS ZIPPER        | FRUITS ZIPPERのオールナイトニッポンX          |
| 火曜日               | 2022年5月27日 | 高橋文哉             | 高橋文哉のオールナイトニッポンX               |
| 水曜日               | 2022年4月7日  | JO1                  | JO1のオールナイトニッポンX                    |
| 木曜日               | 2024年4月5日  | 松田好花（日向坂46） | 日向坂46・松田好花のオールナイトニッポンX     |
| 第1 - 第3・第4金曜日 | 2025年4月5日  | 週替わり             | ○○（パーソナリティ名）のオールナイトニッポンX |
| 最終金曜日           | 2025年4月26日 | &TEAM                | &TEAMのオールナイトニッポンX                  |

### 週替わりパーソナリティ一覧
日付は番組上使われる表現（暦日の前日）で記載。
※1はこれまでのオールナイトニッポンシリーズでレギュラーで担当したことがあるパーソナリティ。
※2はこれまで単発で担当したことがあるパーソナリティ。
※3はのちにレギュラー担当を行うパーソナリティ。
※4は単発担当時に別枠でレギュラーを担当しているパーソナリティ。
()付きはレギュラーパーソナリティ。
(高)印は高橋文哉のオールナイトニッポンX
(&)印は&TEAMのオールナイトニッポンX

#### 金曜日
| 2021年                               | 2021年 | 2021年                                   | 2021年 | 2021年           | 2021年 | 2021年                                   | 2021年 | 2021年                                   | 2021年                                   | 2021年                                   |
| ------------------------------------ | ------ | ---------------------------------------- | ------ | ---------------- | ------ | ---------------------------------------- | ------ | ---------------------------------------- | ---------------------------------------- | ---------------------------------------- |
| 4月                                  | 2日    | indigo la End                            | 9日    | indigo la End    | 16日   | 渋谷龍太 （SUPER BEAVER）※1              | 23日   | 渋谷龍太 （SUPER BEAVER）※1              | 30日                                     | ジャルジャル※2                           |
| 5月                                  | 7日    | 天月-あまつき-                           | 14日   | 髙橋ひかる※2     | 21日   | 空音                                     | 28日   | 空音                                     | 空音                                     | 空音                                     |
| 6月                                  | 4日    | Have a Nice Day!                         | 11日   | 映秀。           | 18日   | THE RAMPAGE from EXILE TRIBE             | 25日   | THE RAMPAGE from EXILE TRIBE             | THE RAMPAGE from EXILE TRIBE             | THE RAMPAGE from EXILE TRIBE             |
| 7月                                  | 2日    | SHISHAMO※2                               | 9日    | SHISHAMO※2       | 16日   | 超特急※2                                 | 23日   | 江口拓也                                 | 30日                                     | 鈴木伸之 （劇団EXILE）                   |
| 8月                                  | 6日    | C&K                                      | 13日   | syudou           | 20日   | ヒコロヒー                               | 27日   | 町田啓太（劇団EXILE）                    | 町田啓太（劇団EXILE）                    | 町田啓太（劇団EXILE）                    |
| 9月                                  | 3日    | 羽多野渉                                 | 10日   | アインシュタイン | 17日   | EXIT※2※3                                 | 24日   | ポルノグラフィティ※1                     | ポルノグラフィティ※1                     | ポルノグラフィティ※1                     |
| 10月                                 | 1日    | ハナコ※2                                 | 8日    | 内田雄馬         | 15日   | 板垣瑞生                                 | 22日   | 松丸亮吾                                 | 29日                                     | THE RAMPAGE from EXILE TRIBE             |
| 11月                                 | 5日    | 荒牧慶彦・水江建太                       | 12日   | BE:FIRST         | 19日   | 三代目J Soul Brothers from EXILE TRIBE※2 | 26日   | 三代目J Soul Brothers from EXILE TRIBE※2 | 三代目J Soul Brothers from EXILE TRIBE※2 | 三代目J Soul Brothers from EXILE TRIBE※2 |
| 12月                                 | 3日    | 三代目J Soul Brothers from EXILE TRIBE※2 | 10日   | LIVE in smash.   | 17日   | もう中学生                               | 24日   | 特別番組のため休止                       | 31日                                     | 三四郎                                   |
| 注WEEKLY2021 1. 2. 3. 4. 5. 6. 7. 8. |        |                                          |        |                  |        |                                          |        |                                          |                                          |                                          |

| 2022年                         | 2022年 | 2022年                | 2022年                | 2022年                | 2022年                | 2022年                       | 2022年                | 2022年                      |
| ------------------------------ | ------ | --------------------- | --------------------- | --------------------- | --------------------- | ---------------------------- | --------------------- | --------------------------- |
| 1月                            | 7日    | TAKAHIRO （EXILE）    | 14日                  | 丸山礼※2              | 21日                  | THE RAMPAGE from EXILE TRIBE | 28日                  | 渋谷龍太 （SUPER BEAVER）※1 |
| 2月                            | 4日    | miwa※1                | 11日                  | Da-iCE                | 18日                  | 萩原利久                     | 25日                  | 超ときめき♡宣伝部           |
| 3月                            | 4日    | JO1※3                 | 11日                  | 千葉雄大※2            | 18日                  | 小林私                       | 25日                  | M!LK                        |
| 4月                            | 1日    | 佐藤寛太（劇団EXILE） | 佐藤寛太（劇団EXILE） | 佐藤寛太（劇団EXILE） | 佐藤寛太（劇団EXILE） | 佐藤寛太（劇団EXILE）        | 佐藤寛太（劇団EXILE） | 佐藤寛太（劇団EXILE）       |
| 注WEEKLY2022FRI 1. 2. 3. 4. 5. |        |                       |                       |                       |                       |                              |                       |                             |

| 2025年                         | 2025年 | 2025年         | 2025年 | 2025年           | 2025年 | 2025年           | 2025年           | 2025年           | 2025年 | 2025年 |
| ------------------------------ | ------ | -------------- | ------ | ---------------- | ------ | ---------------- | ---------------- | ---------------- | ------ | ------ |
| 4月                            | 4日    | CUTIE STREET   | 11日   | 友田オレ         | 18日   | 秋元真夏         | 秋元真夏         | 秋元真夏         | 25日   | (&)    |
| 5月                            | 2日    | ブランデー戦記 | 9日    | TCクラクション※2 | 16日   | レトロリロン     | 23日             | 高橋一生         | 30日   | (&)    |
| 6月                            | 6日    | AKB48グループ  | 13日   | HOKUTO           | 20日   | ファントムシータ | ファントムシータ | ファントムシータ | 27日   | (&)    |
| 7月                            | 4日    | 直川貴博       | 11日   | 細田佳央太       | 18日   | 樋口幸平         | 樋口幸平         | 樋口幸平         | 25日   | (&)    |
| 8月                            | 1日    | AiScReam       | 8日    | Novelbright※2    | 15日   | ナナヲアカリ     | 22日             | グループ魂       | 29日   | (&)    |
| 9月                            | 5日    |                | 12日   |                  | 19日   |                  |                  |                  | 26日   | (&)    |
| 注WEEKLY2025FRI 1. 2. 3. 4. 5. |        |                |        |                  |        |                  |                  |                  |        |        |

#### 木曜日
| 2022年                                                     | 2022年 | 2022年                               | 2022年 | 2022年                                              | 2022年 | 2022年                       | 2022年                       | 2022年                       | 2022年     | 2022年     |
| ---------------------------------------------------------- | ------ | ------------------------------------ | ------ | --------------------------------------------------- | ------ | ---------------------------- | ---------------------------- | ---------------------------- | ---------- | ---------- |
| 4月                                                        | 7日    | 超学生                               | 14日   | 前田裕二※2                                          | 21日   | 中川大志                     | 28日                         | 高橋文哉※3                   | 高橋文哉※3 | 高橋文哉※3 |
| 5月                                                        | 5日    | ジェジュン                           | 12日   | 板垣李光人                                          | 19日   | 寺島拓篤                     | 寺島拓篤                     | 寺島拓篤                     | 26日       | (高)       |
| 6月                                                        | 2日    | 西川貴教※1                           | 9日    | NMB48※2                                             | 16日   | LE SSERAFIM                  | 23日                         | NGT48                        | 30日       | (高)       |
| 7月                                                        | 7日    | ONEW（SHINee）                       | 14日   | 杉野遥亮                                            | 21日   | SHOWROOM×ミスマガジン2022 SP | SHOWROOM×ミスマガジン2022 SP | SHOWROOM×ミスマガジン2022 SP | 28日       | (高)       |
| 8月                                                        | 4日    | 一翔剣                               | 11日   | ランジャタイ※2                                      | 18日   | 高嶺のなでしこ               | 高嶺のなでしこ               | 高嶺のなでしこ               | 25日       | (高)       |
| 9月                                                        | 1日    | チャン・グンソク※2                   | 8日    | 川村壱馬（THE RAMPAGE）・RYOKI/三山凌輝（BE:FIRST） | 15日   | DISH//※2                     | 22日                         | smash.スペシャル             | 29日       | (高)       |
| 10月                                                       | 6日    | 藍井エイル                           | 13日   | 超特急※2                                            | 20日   | 蒼井翔太                     | 蒼井翔太                     | 蒼井翔太                     | 27日       | (高)       |
| 11月                                                       | 3日    | フレッシュキャンパス＆ミスサークルSP | 10日   | ENHYPEN※1                                           | 17日   | LiSA※2                       | 24日                         | 宮世琉弥                     | 宮世琉弥   | 宮世琉弥   |
| 12月                                                       | 1日    | 須田亜香里                           | 8日    | 劇団EXILE                                           | 15日   | WADAI＆MISS OF COLLECTION SP | 22日                         | &TEAM※3                      | 29日       | (高)       |
| 注WEEKLY2022THU 1. 2. 3. 4. 5. 6. 7. 8. 9. 10. 11. 12. 13. |        |                                      |        |                                                     |        |                              |                              |                              |            |            |

| 2023年                                                                              | 2023年 | 2023年                          | 2023年                     | 2023年                     | 2023年 | 2023年                         | 2023年                    | 2023年                    | 2023年 | 2023年 |
| ----------------------------------------------------------------------------------- | ------ | ------------------------------- | -------------------------- | -------------------------- | ------ | ------------------------------ | ------------------------- | ------------------------- | ------ | ------ |
| 1月                                                                                 | 5日    | NGT48※3                         | 12日                       | smash.SP                   | 19日   | Mega Shinnosuke                | Mega Shinnosuke           | Mega Shinnosuke           | 26日   | (高)   |
| 2月                                                                                 | 2日    | SHOWROOM×超IDOLオーディションSP | 9日                        | LE SSERAFIM※2              | 16日   | 西川貴教※1                     | 西川貴教※1                | 西川貴教※1                | 23日   | (高)   |
| 3月                                                                                 | 2日    | STU48                           | 9日                        | 宮世琉弥※2                 | 16日   | THE RAMPAGE from EXILE TRIBE※2 | 23日                      | 萩原利久・八木勇征        | 30日   | (高)   |
| 4月                                                                                 | 6日    | =LOVE                           | 13日                       | 水曜日のカンパネラ※2       | 20日   | 松田好花（日向坂46）           | 松田好花（日向坂46）      | 松田好花（日向坂46）      | 27日   | (高)   |
| 5月                                                                                 | 4日    | 新しい学校のリーダーズ          | 11日                       | DXTEEN                     | 18日   | WOLF HOWL HARMONY              | WOLF HOWL HARMONY         | WOLF HOWL HARMONY         | 25日   | (高)   |
| 6月                                                                                 | 1日    | アンジュルム※2                  | 8日                        | 森七菜※2・奥平大兼         | 15日   | 櫻坂46※2                       | 22日                      | IDOLS                     | 29日   | (高)   |
| 7月                                                                                 | 6日    | PEDRO                           | 13日                       | 井上咲楽                   | 20日   | ジェニーハイ※2                 | ジェニーハイ※2            | ジェニーハイ※2            | 27日   | (高)   |
| 8月                                                                                 | 3日    | 木戸大聖                        | 10日                       | 青山吉能・前田佳織里       | 17日   | BUDDiiS                        | 24日                      | 僕が見たかった青空        | 31日   | (高)   |
| 9月                                                                                 | 7日    | 和田雅成                        | 14日                       | ランジャタイ※2             | 21日   | ～フレキャン&ミスサーSP～      | ～フレキャン&ミスサーSP～ | ～フレキャン&ミスサーSP～ | 28日   | (高)   |
| 10月                                                                                | 5日    | Appare!                         | 12日                       | アイナ・ジ・エンド         | 19日   | マカロニえんぴつ               | マカロニえんぴつ          | マカロニえんぴつ          | 26日   | (高)   |
| 11月                                                                                | 2日    | 水上恒司                        | 9日                        | クボタカイ                 | 16日   | 上坂すみれ                     | 23日                      | 片岡凜                    | 30日   | (高)   |
| 12月                                                                                | 7日    | LOS INGOBERNABLES de JAPON      | LOS INGOBERNABLES de JAPON | LOS INGOBERNABLES de JAPON | 21日   | フジコーズ                     | フジコーズ                | フジコーズ                | 28日   | (高)   |
| 注WEEKLY2023 1. 2. 3. 4. 5. 6. 7. 8. 9. 10. 11. 12. 13. 14. 15. 16. 17. 18. 19. 20. |        |                                 |                            |                            |        |                                |                           |                           |        |        |

| 2024年          | 2024年 | 2024年           | 2024年 | 2024年       | 2024年 | 2024年                   | 2024年                   | 2024年                   | 2024年 | 2024年 |
| --------------- | ------ | ---------------- | ------ | ------------ | ------ | ------------------------ | ------------------------ | ------------------------ | ------ | ------ |
| 1月             | 4日    | ツンツクツン万博 | 11日   | 綱啓永       | 18日   | -真天地開闢集団-ジグザグ | -真天地開闢集団-ジグザグ | -真天地開闢集団-ジグザグ | 25日   | (高)   |
| 2月             | 1日    | いれいす         | 8日    | Blue Journey | 15日   | 鈴木伸之                 | 22日                     | 土屋太鳳                 | 29日   | (高)   |
| 3月             | 7日    | サバシスター     | 14日   | MIYAVI       | 21日   | ChroNoiR                 | ChroNoiR                 | ChroNoiR                 | 28日   | (高)   |
| 注WEEKLY2024 1. |        |                  |        |              |        |                          |                          |                          |        |        |

#### 月曜日
| 2025年                   | 2025年 | 2025年           | 2025年     | 2025年     | 2025年     | 2025年                          | 2025年 | 2025年         | 2025年         | 2025年         |
| ------------------------ | ------ | ---------------- | ---------- | ---------- | ---------- | ------------------------------- | ------ | -------------- | -------------- | -------------- |
| 5月                      | 19日   | 荘口彰久※1       | 荘口彰久※1 | 荘口彰久※1 | 荘口彰久※1 | 荘口彰久※1                      | 26日   | 男性ブランコ※4 | 男性ブランコ※4 | 男性ブランコ※4 |
| 6月                      | 2日    | 東京ホテイソン※2 | 9日        | CANDY TUNE | 16日       | 佐々木亮介（a flood of circle） | 23日   | ONE OR EIGHT   | 30日           | GACKT※1        |
| 注WEEKLY2025MON 1. 2. 3. |        |                  |            |            |            |                                 |        |                |                |                |

### 過去のパーソナリティ
曜日は番組上で使われる表現で、日付は暦日（その翌日）で記載。
| 曜日       | 放送期間                      | パーソナリティ         | タイトル                                      | 備考      |
| ---------- | ----------------------------- | ---------------------- | --------------------------------------------- | --------- |
| 月曜日     | 2021年3月30日 - 2022年3月29日 | ENHYPEN                | ENHYPENのオールナイトニッポンX                |           |
| 月曜日     | 2022年4月5日 - 2024年3月26日  | 山田裕貴               | 山田裕貴のオールナイトニッポンX               | [ 注 11 ] |
| 月曜日     | 2024年4月2日 - 2025年3月25日  | キタニタツヤ           | キタニタツヤのオールナイトニッポンX           | [ 注 12 ] |
| 月曜日     | 2025年4月1日 - 2025年5月13日  | 永野芽郁               | 永野芽郁のオールナイトニッポンX               |           |
| 月曜日     | 2025年5月20日 - 2025年7月1日  | 週替わり               | ○○（パーソナリティ名）のオールナイトニッポンX |           |
| 火曜日     | 2021年3月31日 - 2022年3月30日 | YOASOBI                | YOASOBIのオールナイトニッポンX                |           |
| 火曜日     | 2022年4月6日 - 2024年3月27日  | 長屋晴子（緑黄色社会） | 緑黄色社会・長屋晴子のオールナイトニッポンX   |           |
| 水曜日     | 2021年4月1日 - 2022年3月31日  | フワちゃん             | フワちゃんのオールナイトニッポンX             | [ 注 13 ] |
| 木曜日     | 2021年4月2日 - 2022年4月1日   | ぺこぱ                 | ぺこぱのオールナイトニッポンX                 | [ 注 14 ] |
| 木曜日     | 2022年4月8日 - 2024年3月22日  | 週替わり               | ○○（パーソナリティ名）のオールナイトニッポンX | [ 注 15 ] |
| 最終木曜日 | 2022年5月27日 - 2024年3月29日 | 高橋文哉               | 高橋文哉のオールナイトニッポンX               | [ 注 16 ] |
| 金曜日     | 2021年4月3日 - 2022年4月2日   | 週替わり               | ○○（パーソナリティ名）のオールナイトニッポンX |           |
| 金曜日     | 2022年4月9日 - 2024年3月30日  | EXIT                   | EXITのオールナイトニッポンX                   |           |

| 期間    | 期間    | 月曜日        | 火曜日                  | 水曜日                       | 木曜日                | 金曜日         |
| ------- | ------- | ------------- | ----------------------- | ---------------------------- | --------------------- | -------------- |
| 2021.04 | 2022.03 | ENHYPEN       | YOASOBI                 | フワちゃん                   | ぺこぱ                | 週替わり       |
| 2022.04 | 2022.04 | 山田裕貴      | 長屋晴子 （緑黄色社会） | JO1 （レギュラー：白岩瑠姫） | 週替わり              | EXIT           |
| 2022.05 | 2024.03 | 山田裕貴      | 長屋晴子 （緑黄色社会） | JO1 （レギュラー：白岩瑠姫） | 週替わり 高橋文哉     | EXIT           |
| 2024.04 | 2025.03 | キタニタツヤ  | 高橋文哉                | JO1 （レギュラー：白岩瑠姫） | 松田好花 （日向坂46） | -              |
| 2025.04 | 2025.05 | 永野芽郁      | 高橋文哉                | JO1 （レギュラー：白岩瑠姫） | 松田好花 （日向坂46） | 週替わり &TEAM |
| 2025.05 | 2025.06 | 週替わり      | 高橋文哉                | JO1 （レギュラー：白岩瑠姫） | 松田好花 （日向坂46） | 週替わり &TEAM |
| 2025.07 | 現在    | FRUITS ZIPPER | 高橋文哉                | JO1 （レギュラー：白岩瑠姫） | 松田好花 （日向坂46） | 週替わり &TEAM |

### 枠移動

#### Xから1部への昇格
- 山田裕貴（2022年4月から2024年3月まで月曜Xを担当した後、2024年4月から月曜1部を担当）[175]

#### X内の移動
- 高橋文哉（2022年5月から2024年3月まで毎月最終木曜を担当した後、2024年4月から火曜を担当）

#### Xから0(ZERO)への移動
- フワちゃん（2021年4月から2022年3月まで水曜Xを担当した後、2022年4月から2024年7月まで月曜0(ZERO)を担当）[176]
- ぺこぱ（2021年4月から2022年3月まで木曜Xを担当した後、2022年4月から2023年3月まで火曜0(ZERO)を担当）[176]
- キタニタツヤ（2024年4月から2025年3月まで月曜Xを担当した後、2025年4月から月曜0(ZERO)を担当）[177]

#### 0(ZERO)からXへの移動
- 松田好花（日向坂46）（2023年10月から2024年3月まで毎月最終土曜0(ZERO)を担当した後、2024年4月から木曜Xを担当）[178]

#### 特番からXへの移動
- YOASOBI - 2020年7月18日 土曜ZERO／2021年1月5日 火曜ZERO
- フワちゃん - 2020年9月23日 水曜ZERO
- ぺこぱ - 2020年4月25日 土曜ZERO
- 山田裕貴 - 2022年1月11日 火曜1部
- 長屋晴子 - 2022年1月22日 土曜ZERO
- JO1 - 2022年3月4日 金曜X
- EXIT - 2019年6月8日 土曜ZERO／2021年9月17日 金曜X
- 高橋文哉 - 2022年2月21日 月曜X／2022年4月28日 木曜X
- キタニタツヤ - 2023年7月8日 土曜ZERO／2024年1月3日 水曜ZERO
- 永野芽郁 - 2019年3月29日 金曜GOLD
- &TEAM - 2022年12月22日 木曜X／2024年12月19日 木曜GOLD
- FRUITS ZIPPER - 2025年3月 月曜ZERO

## スペシャルパーソナリティ
ここでは、週替わり枠を担当したパーソナリティについては、「お笑いラジオスターウィーク」、「MUSIC WEEK」を含めて記載していない。こちらを参照。

### 2021年
- 以下の3組は、火曜未明（月曜深夜）にパーソナリティを務めるENHYPENのメンバーのうち、JUNGWON・HEESEUNG・JAY・JAKE・SUNGHOONが2021年9月2日に、NI-KIが同月5日に、それぞれ新型コロナウイルスへの感染が判明し、『ENHYPENのオールナイトニッポンX』を同月7日（6日深夜）放送分をもってしばらく休止することがアナウンスされたため[179]、その休止期間の措置としての起用。その後、同年10月5日（4日深夜）放送分から通常放送が再開された[180]。
  - 9月14日（13日深夜）：志尊淳[181]
  - 9月21日（20日深夜）：磯村勇斗[182]
  - 9月28日（27日深夜）：SKY-HI（日高光啓）[183]
- 12月29日（28日深夜）：DISH//[184]
- 12月31日（30日深夜）：木村昴[185]

### 2022年
- 1月4日（3日深夜）：黒羽麻璃央[186]
- 1月6日（5日深夜）：渡邊圭祐[187]
- 2月22日（21日深夜）：高橋文哉[188]
- 以下は『オールナイトニッポン55周年記念 お笑いラジオスターウィーク』の一環としての起用（8月13日（12日深夜）は金曜レギュラーのEXITがそのまま担当）。
  - 8月9日（8日深夜）：ジェラードン
  - 8月10日（9日深夜）：モグライダー
  - 8月11日（10日深夜）：マユリカ
- 8月31日（30日深夜）：ハラミちゃん[189][注 18]
- 9月7日（6日深夜）：緑黄色社会[注 19]
- 以下は『オールナイトニッポン55周年記念 オールナイトニッポン MUSIC WEEK』の一環としての起用（9月15日（14日深夜）は水曜レギュラーのJO1がそのまま担当）。
  - 9月13日（12日深夜）：水曜日のカンパネラ[192]
  - 9月14日（13日深夜）：緑黄色社会[193]
  - 9月17日（16日深夜）：TOMORROW X TOGETHER[194]

### 2023年
- 1月3日（2日深夜）：なえなの[118]
- 1月4日（3日深夜）：Chilli Beans.[118]
- 1月5日（4日深夜）：THE SUPER FRUIT[118][注 20]
- 1月7日（6日深夜）：カルマ[118]
- 以下は『オールナイトニッポン お笑いラジオスターウィーク』の一環としての起用（9月16日（15日深夜）は金曜レギュラーのEXITがそのまま担当）。
  - 9月12日（11日深夜）：令和ロマン
  - 9月13日（12日深夜）：男性ブランコ
  - 9月14日（13日深夜）：ヨネダ2000

### 2024年
- 1月2日（1日深夜）：山田杏奈[157]
- 1月3日（2日深夜）：TOMOO[157]
- 1月4日（3日深夜）：槙野智章[157]
- 1月6日（5日深夜）：花譜[157]
- 7月30日（29日深夜）：ENHYPEN[196][197]
- 以下は『ニッポン放送開局70周年記念 オールナイトニッポン MUSIC WEEK』の一環としての起用（9月10日（9日深夜）は月曜レギュラーのキタニタツヤがそのまま担当）。
  - 9月11日（10日深夜）：Omoinotake[198]
  - 9月12日（11日深夜）：羊文学[199][注 21]
  - 9月13日（12日深夜）：imase[200]
- 12月31日（30日深夜）：IS:SUE[201][注 22]

### 2025年
- 1月2日（1日深夜）：Rain Tree[202][注 23]
- 1月3日（2日深夜）：にぼしいわし[203]
- 3月20日（19日深夜）：DXTEEN[204]

## テーマ曲
- Bitter Sweet Samba -Ayase Remix-（Ayase（YOASOBI）編曲）[205][206][207]

## スペシャルライブ
- オールナイトニッポン55周年 オールナイトニッポンX（クロス）スペシャルライブ2023（横浜アリーナ、2023年1月15日）[208]

出演者：EXIT、&TEAM、佐藤景瑚（JO1）、超特急、緑黄色社会
- ニッポン放送開局70周年記念 オールナイトニッポンX（クロス）スペシャルライブ2025（横浜アリーナ、2025年2月11日）[209]

出演者：キタニタツヤ、高橋文哉、日向坂46、BUDDiiS、FRUITS ZIPPER、IS:SUE